# Uniforme de la selección de fútbol de Paraguay

## Historia

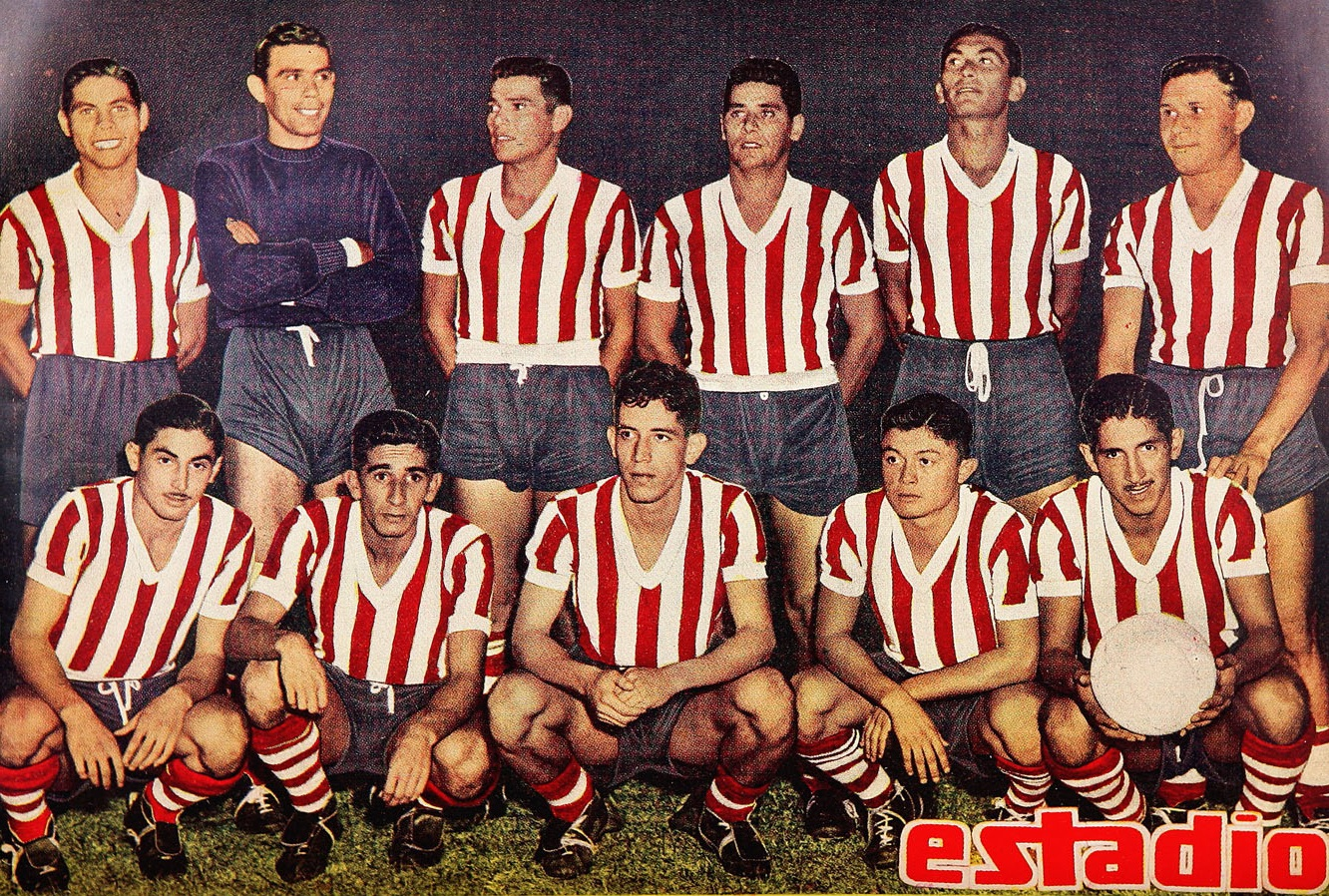
El tradicional uniforme "albirrojo" de la selección de fútbol del Paraguay en los años 1950.

El uniforme titular de la selección de fútbol del Paraguay históricamente está basado en los colores rojo y blanco de su bandera nacional, en forma de franjas verticales, lo que se conoce popularmente como la "Albirroja". 
El color azul (que también forma parte de la bandera nacional) siempre quedó relegado de los uniformes titulares -en lo que respecta a la camiseta-, prevaleciendo por lo general los colores albirrojos, aunque en los pantaloncitos siempre prevalecieron el color azul. Sin embargo, el color azul debutó en el uniforme titular de la selección en el año 2002, de la mano de la marca alemana Puma, y desde entonces ha aparecido en varias ocasiones en el uniforme titular de distintas formas (rayas, franjas, etc.).
En cuanto a los uniformes suplentes, prevalece el color blanco -con algunas rayas o franjas de otro color-. Sin embargo, hubo ocasiones donde otros colores aparecieron en los uniformes suplentes, como el color naranja entre los años 2001-2004, el color amarillo para las Olimpiadas de Atenas 2004, el color gris entre los años 2015-2018 y el color azul entre los años 2005-2006 y 2019.
El color de los pantalones o shorts al igual que las medias, han sido generalmente de color azul. En otras ocasiones han sido blanco, y negro (con rayas de otro color). En cuanto a las proveedoras de marcas, hasta los años 1970 no se tienen registro alguno. Desde entonces la Albirroja ha sido vestida por siete marcas distintas.  
Las marcas que han estado vestido a Paraguay durante los mundiales, fueron: Rainha (México 1986), Reebok (Francia 1998), Puma (Corea Japón 2002 y Alemania 2006) y Adidas (Sudáfrica 2010). En cuanto a los torneos olímpicos, fueron Textil Paraná (Barcelona 1992) y Puma (Atenas 2004, en la que Paraguay obtiene la medalla de Plata, y París 2024). 
El 31 de marzo de 2020, la marca alemana Adidas se retira del Paraguay, dejando de vestir al seleccionado luego de 13 años. El 30 de abril de 2020, la Asociación Paraguaya de Fútbol confirma oficialmente que la marca alemana Puma volverá a vestir a la selección de fútbol de Paraguay.

## Uniformes

### Uniformes titulares
| 1921-1926 | 1925-1929 | 1930 | 1937-1939 | 1942 | 1946-1947 | 1949 | 1950 | 1953 |

| 1955-1959 | 1961 | 1963 | 1966 | 1967 | 1968 | 1969-1975 | 1977 | 1979 |

| 1984-1986 | 1996-1998 | 1998 | 1999-2001 | 2002-2004 | 2004-2005 | 2005-2006 | 2007 | 2008-2009 |

| 2010-2011 | 2011-2015 | 2015-2018 | 2018-2020 | 2020-2022 | 2022-2024 | 2024-Actual |

### Uniformes alternativos
| 1979 | 1984-1986 | 1996-1998 | 1998 | 1998 (tercer) | 1999-2001 | 2002-2004 | 2004-2005 | 2005-2006 |

| 2007 | 2008-2009 | 2010-2011 | 2011-2015 | 2015-2018 | 2018-2020 | 2020-2022 | 2022-2024 | 2024-act. |

### Uniformes terceros
| 1998 | 2002-2004 | 2004-2005 |

### Uniformes olímpicos

#### Uniforme titular
| 2024 |

#### Uniforme visitante
| 2024 |

### Combinaciones
| 2006 vs. Inglaterra y Trinidad y Tobago | 2007 vs. Chile | 2008-09 vs. Colombia, Ecuador y Brasil | 2010 vs. Eslovaquia | 2010 vs. Japón y España | 2011-13 vs. Ecuador y Colombia | 2011 vs. Brasil | 2011 vs. Chile | 2013 vs. Uruguay |

| 2015-17 vs. Argentina, Brasil, Ecuador y Estados Unidos | 2015-16 vs. Argentina, Perú, Colombia y Chile | 2017 vs. Chile | 2019 vs. Catar | 2019 vs. Argentina | 2019 vs. Colombia y Brasil | 2021-22 vs. Chile y Brasil | 2021 vs. Uruguay | 2021 vs. Ecuador y Colombia |

| 2022 vs. México | 2023 vs. Perú, Argentina, Bolivia y Colombia | 2023 vs. Venezuela | 2023 vs. Chile | 2024 vs. Colombia, Uruguay y Ecuador | 2024 vs. Costa Rica |

### Porteros
|  | 1986 | 1989 | 1999 | 2000-02 | 2000-02 | 2002-04 | 2002-04 | 2004-05 | 2004-05 |

| 2004-05 | 2004-05 | 2006 | 2006 | 2006 | 2007-08 | 2007-08 | 2007-08 | 2008-09 |

| 2008-09 | 2010-11 | 2010-11 | 2010-11 | 2011-2012 | 2012-14 | 2012-14 | 2012-14 | 2015 |

| 2015 | 2015-16 | 2015-16 | 2016-18 | 2016-18 | 2016-18 | 2016-18 | 2018-20 | 2018-20 |

| 2018-20 | 2020-22 | 2020-22 | 2020-22 | 2022-23 | 2022-23 | 2022-23 | 2024-Actual | 2024-Actual |

| 2024-Actual |

## Proveedores
| Período       | Logo | Proveedor     |
| ------------- | ---- | ------------- |
| 1981-1983     |      | Textil Paraná |
| 1984-1986     |      | Rainha        |
| 1987-1990     |      | Sportman      |
| 1991-1992     |      | Textil Parana |
| 1993-1994     |      | Ennerre       |
| 1995-1998     |      | Reebok        |
| 1999-2006     |      | Puma          |
| 2007-2020     |      | Adidas        |
| 2020-presente |      | Puma          |